# Área Protegida Comunitaria Tambillo
El Área Protegida Comunitaria Tambillo, es un área protegida localizada suroriente del Ecuador, en la provincia de Morona Santiago, ubicada en la parroquia San Miguel de Cuyes, cantón Gualaquiza. Es la primera área protegida comunitaria del país. El 99.91 % del área presenta suelos de conservación, conformado bosque nativo, páramos y vegetación arbustiva. Tambillo, antes de ser elevada a categoría de protección ambiental del subsistema del Sistema Nacional de Áreas Protegidas (SNAP), era un "Bosque y Vegetación Protectora” de categoría privada, desde 1999. Tambillo registra 350 especies de flora, 75 especies de aves y 22 especies de mamíferos, entre las más significativas se encuentran el oso de anteojos (Tremarctos ornatus) y el tapir de montaña (Tapirus pinchaque). Esta zona es administrada por los propietarios del predio, quienes pertenecen a la Cooperativa de Desarrollo de la Comunidad Jima Limitada.